# Hodové sólo

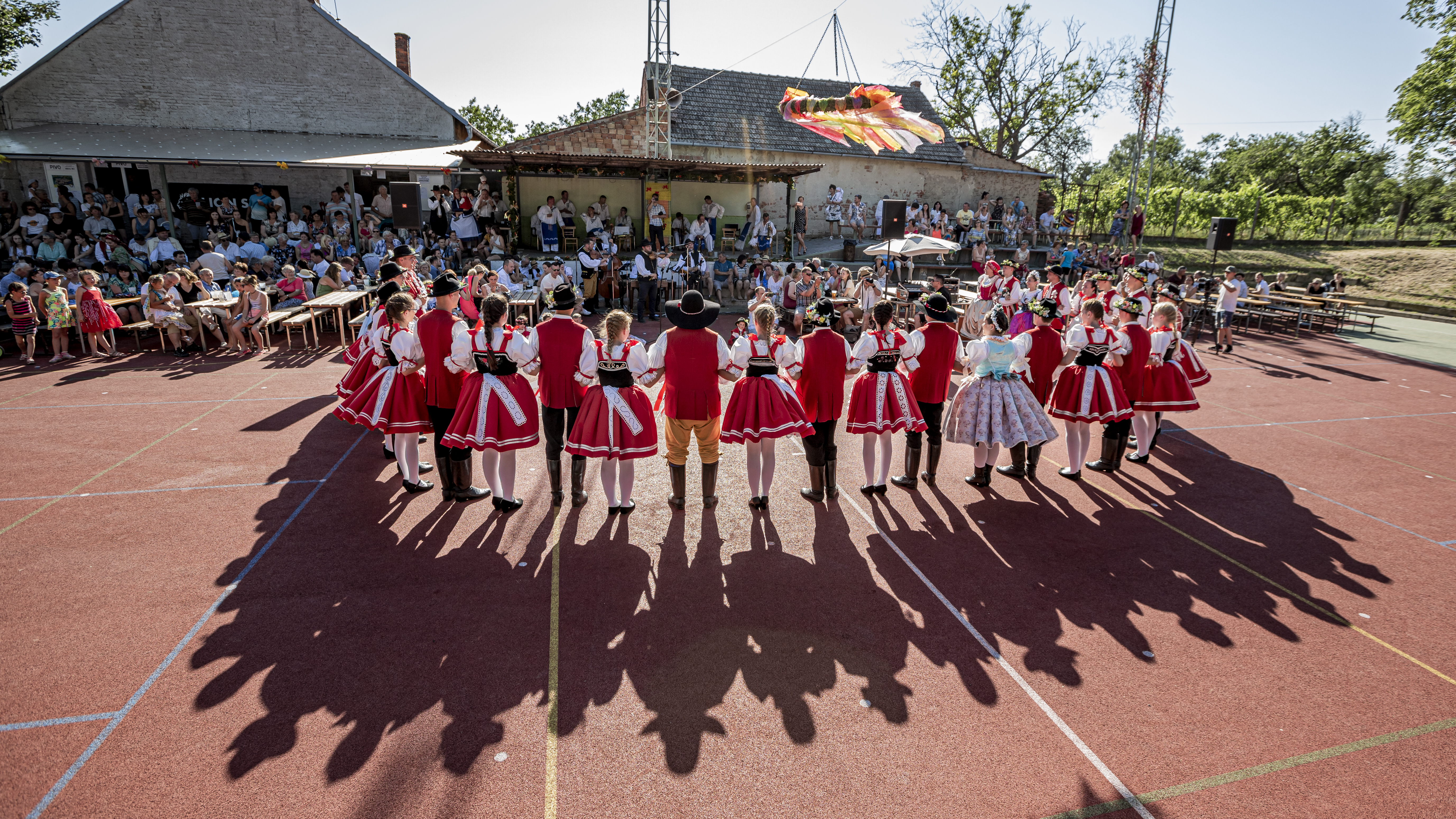
Krojovaní tanečníci během hodového sóla pod májkou, Újezd u Brna, 2019

Hodové sólo, neboli taky "plac", či "tancplac" je místo, kde se konají krojové hody. Stojí na něm hodová máje - většinou uprostřed, ale ne všude to podmínky dovolují.
Na sóle většinou končí krojový průvod, který prochází městem a začíná zde hodová zábava.